# Panorpa amurensis
Panorpa amurensis är en näbbsländeart som beskrevs av Maclachlan 1872. Panorpa amurensis ingår i släktet Panorpa och familjen skorpionsländor. Inga underarter finns listade i Catalogue of Life.